# Mr. Polska
Mr. Polska, pseudonimo di Dominik Włodzimierz Groot (Toruń, 20 luglio 1989), è un rapper polacco naturalizzato olandese.

## Biografia
Nato a Toruń, in Polonia, Dominik Włodzimierz Czajka si trasferisce nei Paesi Bassi con la madre all'età di tre anni.

## Carriera
Intraprende una carriera musicale nel 2007, scegliendo uno pseudonimo legato alle sue origini polacche. Nel 2011 pubblica il suo EP di debutto De Boswachter. Il 1º marzo 2012 pubblica il suo primo album in studio, Waardevolle Gezelligheid, seguito, nel febbraio 2015, dal secondo album Snoller.
Nel 2018 torna con l'EP De Sloper, mentre il 19 giugno 2020 pubblica il suo primo album realizzato in lingua polacca: esso è intitolato Bajki na Dobranoc e vede la partecipazione di artisti come Young Igi, Kabe, Kizo, Bedoes 2115, Ronnie Flex, Malik Montana, Bizzey e Lassa. Il suo quarto album, Make Money & Crash Cars, viene reso disponibile il 2 luglio 2021.

## Discografia

### Album in studio
- 2012 – Waardevolle Gezelligheid
- 2015 – Snoller
- 2020 – Bajki na Dobranoc
- 2021 – Make Money & Crash Cars
- 2024 – +48

### EP
- 2011 – De Boswachter
- 2018 – De Sloper